# Wong Wan Yiu Jamie
Wong Wan Yiu Jamie of Wong Wan-Yiu Jamie (Hongkong, 4 november 1986) is een Hongkongs voormalig wielrenner en baanwielrenner.

## Carrière
Wong kwam ook uit voor Hongkong bij de wegwedstrijd tijdens de Olympische Spelen in Londen in 2012. Ze finishte buiten de tijdslimiet op de 62e plaats.
Bij de Aziatische Spelen reed ze bij de puntenkoers. Tijdens deze race viel ze en werd overreden door twee renners. Tijdens deze val brak ze hierbij een rib, maar reed toch de race uit. Uiteindelijk behaalde ze een zilveren medaille op dit onderdeel.
In 2012 werd ze nationaal kampioene op de weg.

## Resultaten

### Baanwielrennen
| Jaar      | HK        | AK                                                              | WK                                                        | Overig                                              |
| Als Elite | Als Elite | Als Elite                                                       | Als Elite                                                 | Als Elite                                           |
| --------- | --------- | --------------------------------------------------------------- | --------------------------------------------------------- | --------------------------------------------------- |
| 2005      |           |                                                                 | 15e puntenkoers 16e achtervolging                         |                                                     |
| 2006      |           | puntenkoers · 8e achtervolging                                  |                                                           |                                                     |
| 2007      |           | puntenkoers · 7e achtervolging · 10e scratch                    |                                                           |                                                     |
| 2008      |           | 4e achtervolging 4e scratch 9e puntenkoers                      | 11e puntenkoers 16e scratch                               | Olympische Spelen: 15e puntenkoers                  |
| 2009      |           |                                                                 | 9e puntenkoers                                            |                                                     |
| 2010      |           | puntenkoers                                                     | 22e achtervolging 22e puntenkoers                         | Aziatische Spelen: · puntenkoers · 6e achtervolging |
| 2011      |           | scratch · ploegenachtervolging · puntenkoers · 5e achtervolging | 15e puntenkoers 16e ploegenachtervolging                  |                                                     |
| 2012      |           | puntenkoers · achtervolging                                     | 5e puntenkoers 13e ploegenachtervolging 22e achtervolging |                                                     |
| 2013      |           | puntenkoers                                                     | 4e puntenkoers                                            |                                                     |
| 2014      |           |                                                                 | 11e puntenkoers                                           |                                                     |

### Wegwielrennen
2011
- Honkongs kampioen op de weg

2012
- Honkongs kampioen op de weg

2013
- Honkongs kampioen op de weg

2014
- Honkongs kampioen tijdrijden

## Ploegen
- 2006 –  Giant Pro Cycling
- 2007 –  Giant Pro Cycling
- 2008 –  Giant Pro Cycling
- 2009 –  Giant Pro Cycling
- 2010 –  Giant Pro Cycling
- 2011 –  China Chongming-Giant Pro Cycling
- 2012 –  China Chongming-Giant Pro Cycling
- 2013 –  China Chongming-Giant Pro Cycling
- 2014 –  China Chongming-Giant Pro Cycling
- 2015 –  China Chongming-Liv-Champion System Pro Cycling